# Rund um Berlin 1990
Rund um Berlin 1990 war die 84. Austragung des ältesten deutschen Eintagesrennens. Es fand am 10. Juni statt und führte über 208 Kilometer.

## Rennverlauf
Von ursprünglich 200 gemeldeten Fahrern stellten sich letztlich 70 dem Starter zum Kurs Rund um Berlin. Das Straßenradrennen litt unter extrem schlechten Wetterbedingungen. Ein Dauerregen begleitete die Fahrer während des gesamten Wettkampfes. Kompliziert wurde das Rennen durch das Fehlverhalten einiger Fahrer an der Bahnschranke von Rangsdorf, an der das Rennen gestoppt werden musste. Einige Fahrer überwanden die Schranke zu Fuß und setzten das Rennen trotz gegenteiliger Anweisungen des Wettfahrausschusses fort. Die so gebildete Spitzengruppe wurde zudem noch durch ein Fahrzeug auf eine Abkürzung fehlgeleitet. Nach dem Zieleinlauf wurden die Spitzenfahrer von der Rennjury distanziert. So machten die mit beträchtlichem Rückstand eintreffenden Verfolger im Spurt den Sieg unter sich aus. Den Zielsprint entschied dabei Falk Boden vor André Hans für sich.

## Ergebnisse
|     | Fahrer         | Verein                 | Zeit (h)       |
| --- | -------------- | ---------------------- | -------------- |
| 01. | Falk Boden     | ASK Vorwärts Frankfurt | 5:21:50        |
| 02. | André Hans     | SC Dynamo Berlin       | 5:21:50        |
| 03. | Torsten Bredow | ASK Vorwärts Frankfurt | + 1:30 Minuten |
| 04. | Frank Kühn     | TSC Berlin             | + 1:30 Minuten |
| 05. | Jochen Hahn    | BSG Turbine EKB Berlin | + 1:30 Minuten |
| 06. | Sven Bunzler   | SC Dynamo Berlin       | + 1:30 Minuten |
| 0 … |                |                        |                |